# Lijst van rijksmonumenten in Wijk en Aalburg
De plaats Wijk en Aalburg telt 21 inschrijvingen in het rijksmonumentenregister. Hieronder een overzicht.
| Object                                                                                  | Oorspronkelijke functie?  | Bouwjaar                                                 | Architect | Locatie                | Coördinaten?                 | Nr.?   | Afbeelding                                                   |
| --------------------------------------------------------------------------------------- | ------------------------- | -------------------------------------------------------- | --------- | ---------------------- | ---------------------------- | ------ | ------------------------------------------------------------ |
| Boerderij van het dwarsdeeltype van de late vlaamse schuurvorm                          | Boerderij                 | midden 19e eeuw                                          |           | Berenhoeksestraat 8    | 51° 45' 30" NB, 5° 7' 24" OL | 6800   | Meer afbeeldingen                                            |
| Boerderij                                                                               | Boerderij                 | begin 19e eeuw                                           |           | Grote Kerkstraat 10    | 51° 45' 28" NB, 5° 7' 56" OL | 6801   | Meer afbeeldingen                                            |
| Boerderij met dwars voor de stal gebouwd woonhuis                                       | Boerderij                 | 1815 (jaartalankers)                                     |           | Grote Kerkstraat 12    | 51° 45' 29" NB, 5° 7' 56" OL | 6802   | Boerderij met dwars voor de stal gebouwd woonhuis            |
| Nederlands Hervormde Kerk                                                               | Kerk en kerkonderdeel     | 15e eeuw                                                 |           | Grote Kerkstraat 30    | 51° 45' 36" NB, 5° 7' 52" OL | 6803   | Meer afbeeldingen                                            |
| De Twee Gebroeders                                                                      | Industrie- en poldermolen | 1872                                                     |           | Maasdijk 101           | 51° 45' 22" NB, 5° 8' 4" OL  | 6804   | Meer afbeeldingen                                            |
| Toren der Nederlandse Hervormde Kerk                                                    | Kerk en kerkonderdeel     | 14e eeuw                                                 |           | Maasdijk 57            | 51° 45' 8" NB, 5° 8' 8" OL   | 6805   | Meer afbeeldingen                                            |
| Althena                                                                                 | Boerderij                 |                                                          |           | Maasdijk 65            | 51° 45' 11" NB, 5° 8' 8" OL  | 6806   | Althena                                                      |
| Boerderij van het langstraatse type                                                     | Boerderij                 | 1649 ( boven voordeur "gelooft aan god anno 1649")       |           | De Kroon 14            | 51° 45' 51" NB, 5° 6' 53" OL | 6807   | Meer afbeeldingen                                            |
| Boerderijcomplex                                                                        | Boerderij                 | derde kwart 19e eeuw (verschijningsvorm) 18e eeuw (kern) |           | Grote Kerkstraat 69-71 | 51° 45' 55" NB, 5° 7' 41" OL | 521003 | Boerderijcomplex                                             |
| Boerderijcomplex: kook- of bakhuis                                                      | Boerderij                 | 1780-1800                                                |           | Grote Kerkstraat 69    | 51° 45' 55" NB, 5° 7' 41" OL | 521004 | Boerderijcomplex: kook- of bakhuis                           |
| Complex Polstraat: boerderij                                                            | Boerderij                 | 1857                                                     |           | Polstraat 52           | 51° 45' 2" NB, 5° 7' 25" OL  | 521006 | Complex Polstraat: boerderij                                 |
| Complex Polstraat: klein bakhuis                                                        | Boerderij                 | ca. 1900                                                 |           | Polstraat 52           | 51° 45' 2" NB, 5° 7' 25" OL  | 521007 | Upload foto                                                  |
| Complex Polstraat: voormalige veeschuur                                                 | Boerderij                 | ca. 1900                                                 |           | Polstraat 52           | 51° 45' 2" NB, 5° 7' 25" OL  | 521008 | Upload foto                                                  |
| Voormalige boerderij van het langgeveltype, met middenlangsdeel en dakhuis met hooiluik | Boerderij                 | tweede helft 19e eeuw                                    |           | Maasdijk 217           | 51° 46' 18" NB, 5° 7' 12" OL | 521010 | Upload foto                                                  |
| Schrikmolen                                                                             | Industrie- en poldermolen | 1917                                                     |           | Bergsche Maas (bij)    | 51° 43' 52" NB, 5° 5' 46" OL | 521012 | Meer afbeeldingen                                            |
| Boerderijcomplex: varkensschuur                                                         | Boerderij                 | 17e-18e eeuw                                             |           | Grote Kerkstraat 69    | 51° 45' 55" NB, 5° 7' 41" OL | 525834 | Boerderijcomplex: varkensschuur                              |
| Complex Polstraat: schuur                                                               | Boerderij                 | midden 19e eeuw                                          |           | Polstraat 52           | 51° 45' 2" NB, 5° 7' 25" OL  | 525835 | Upload foto                                                  |
| Complex Polstraat                                                                       | Straatmeubilair           | 1945                                                     |           | Polstraat 52           | 51° 45' 2" NB, 5° 7' 25" OL  | 525840 | Upload foto                                                  |
| Kortgevelboerderij van het Altenase type met middenlangsdeel                            | Boerderij                 | eerste helft 19e eewu                                    |           | Maasdijk 45            | 51° 45' 2" NB, 5° 8' 5" OL   | 526411 | Kortgevelboerderij van het Altenase type met middenlangsdeel |
| Voormalige kortgevelboerderij                                                           | Boerderij                 | tweede helft 17e-eerste helft 19e eeuw                   |           | Veldstraat 15          | 51° 45' 32" NB, 5° 7' 15" OL | 526426 | Voormalige kortgevelboerderij                                |
| Langgevelboerderij                                                                      | Boerderij                 | eerste helft 19e eeuw 15e-16e eeuw (zijmuur)             |           | Veldstraat 36          | 51° 45' 41" NB, 5° 6' 4" OL  | 526447 | Langgevelboerderij                                           |
| Voormalige kortgevelboerderij van het Altenase dwarsdeeltype                            | Boerderij                 | 1830                                                     |           | Oude Kerkstraat 12     | 51° 45' 8" NB, 5° 8' 1" OL   | 526461 | Meer afbeeldingen                                            |